# Русполи, Бартоломео
Бартоломео Русполи (итал. Bartolomeo Ruspoli; 25 октября 1697, Рим, Папская область — 21 мая 1741, Виньянелло, Папская область) — итальянский куриальный кардинал. Секретарь Священной Конгрегации Пропаганды Веры с 20 ноября 1724 по 1 января 1728. Кардинал-дьякон с 2 октября 1730, с титулярной диаконией Санти-Козма-э-Дамиано с 22 ноября 1730 по 21 мая 1741. 